# فرودگاه تفی
فرودگاه تفی (به انگلیسی: Tefé Airport) (به زبان بومی: Aeroporto de Tefé) یک فرودگاه همگانی مسافربری با کد یاتا TFF است که یک باند فرود آسفالت دارد و طول باند آن ۲۲۰۰ متر است. این فرودگاه در کشور برزیل قرار دارد و در ارتفاع ۵۶ متری از سطح دریا واقع شده است.

## شرکت‌های هواپیمایی و مقصدهای پروازی
| شرکت‌های هواپیمایی     | مقصدهای پروازی          |
| --------------------- | ----------------------- |
| آزول برزیلین ایرلاینز | ادواردو گومز، تاباتینگا |
| MAP Linhas Aéreas     | ایرونپ، ادواردو گومز    |